# Lore Henkel
Eleonore Henkel (auch: Lore Henkel, geborene Eleonore Frank; geboren am 28. Juli 1914 in Gleiwitz; gestorben am 2. Mai 2017 in Hannover) war eine deutsche Diplom-Volkswirtin, Dozentin und Kommunalpolitikerin.

## Leben
Eleonore Frank wuchs in Gleiwitz auf, wo sie im Jahr 1934 ihr Abitur ablegte. Zur Zeit des Nationalsozialismus durchlief sie eine kaufmännische Lehre und erhielt 1937 in Dessau eine Anstellung als Stenotypistin.
1942 heiratete Eleonore Frank den gebürtigen Hannoveraner Willy Henkel (1897–1988) und bestand 1943 ihre Prüfung als Diplom-Volkswirtin. Gegen Ende des Krieges flohen die Eheleute vor den Truppen der Sowjetunion in die in der Französischen Besatzungszone gelegene Stadt Baden-Baden, wo sie im Jahr 1946 Mitglied der SPD wurde.
Ebenfalls 1946 zog Henkel nach Hannover, wo sie anfangs als Dozentin an verschiedenen Gewerkschaftsschulen unterrichtete. Am 19. März 1949 legte sie an der Rechts- und staatswissenschaftlichen Fakultät der Georg-August-Universität Göttingen ihre Doktorprüfung ab. Ihre Dissertation hatte den Titel Die Bewertung der Naturallöhne in der Landwirtschaft.
Im Jahr 1951 wurde Lore Henkel in den Rat der Stadt Hannover gewählt. Ab 1952 war sie zudem Mitglied im Vorstand des Deutschen Hausfrauenbundes. In diesen Jahren lebte sie mit ihrem Ehemann in Hannover-Oberricklingen, engagierte sich als Kommunalpolitikerin aber auch für „ihren Stadtteil Hannover-Ricklingen“. Laut dem späteren Oberbürgermeister Stefan Schostok hat die „Aktivität und Optimismus [ausstrahlende Ratsfrau …] in den Nachkriegsjahren wesentlich am demokratischen Neuaufbau in Hannover mitgewirkt“.
Im März 1957 gründete Henkel, gemeinsam mit ihren langjährigen Weggefährten Fritz Haake und Horst Schweimler, die Arbeitsgemeinschaft Ricklinger Vereine, der sie zeitlebens verbunden blieb.
Ebenfalls 1957 gehörte Lore Henkel im Sinne des Verbraucherschutzes zu den Mitbegründerinnen der Verbraucherzentrale Niedersachsen, die sie zehn Jahre als Vorsitzende leitete. Zeitweilig war sie zudem Mitglied im Ehrenpräsidium der Arbeitsgemeinschaft der Verbraucherverbände (AgV) in Bonn.
Bundesweit wirkte Eleonore Henkel im Jahr 1959 als Mitglied der Programmkommission für das Godesberger Programm der SPD.
Henkel engagierte sich früh für Maßnahmen des Umweltschutzes. So trieb sie beispielsweise in den 1960er Jahren den Einbau von Filtern in Schornsteinen von Industriebetrieben voran. Zudem setzte sich Henkel für die Sanierung des Mühlenbergs ein. Ebenfalls ehrenamtlich engagierte sie sich für die Unterbringung eltern- und heimatloser Kinder und Jugendlicher, kämpfte zugleich für die Verteidigung der Menschenrechte, für Toleranz und Völkerverständigung.
Eine ihrer ersten Auszeichnungen erhielt Henkel, die dem hannoverschen Stadtrat bis 1972 angehörte, bereits im Jahr 1964 durch die Verleihung des Ehrenrings des Rates der Stadt Hannover.
Beim Besuch einer Delegation junger Menschen aus Malawi, die auf einer Informationsreise durch Deutschland auch Hannover besuchte, initiierte Lore Henkel eine Einladung des Stadtrates an zehn junge Frauen Malawis zur Ausbildung als Krankenschwestern am Oststadtkrankenhaus: Dank des anhaltenden Engagements des Ehepaares Henkel beschloss der Rat der Stadt Hannover im Jahr 1968 einstimmig den Abschluss der Städtepartnerschaft mit der malawischen Stadt Blantyre. Bis zuletzt sollte Lore Henkel dem Freundeskreis Malawi angehören.
Lore Henkel war eine der Mitbegründerinnen der 1970 vom Einzelhandelsverband gegründeten Vereins Werbegemeinschaft Einkaufsstadt Hannover e.V., aus der die spätere City-Gemeinschaft Hannover e.V. hervorging.
Im Jahr 1989 initiierte Henkel gemeinsam mit Horst Schweimler, Horst Schneider und Manfred Adam Motor die im selben Jahr gegründete Interessengemeinschaft Ricklinger Kaufleute, in die sich Lore Henkel anschließend einbrachte.
1989 wurde Eleonore Henkel „für ihre Verdienste um die Völkerverständigung“ mit dem Bundesverdienstkreuz geehrt. Die Trägerin des Ehrenringes des Rates wurde 1991 von der Landeshauptstadt Hannover zudem „für ihre herausragenden Verdienste“ mit der Stadtplakette Hannovers ausgezeichnet. Anlässlich ihres 100. Geburtstages würdigte Oberbürgermeister Stefan Schostok das Lebenswerk von Lore Henkel während eines Empfangs im September 2014 im Neuen Rathaus. Nur wenig später wurde Henkel als Gesprächspartnerin in der von Thela Wernstedt moderierten Veranstaltungsreihe der Arbeitsgemeinschaft Sozialdemokratischer Frauen (ASF) Linden-Limmer „SPD-Frauen im Gespräch“ angekündigt: In der Veranstaltung im Seniorenzentrum am Ihmeufer der Arbeiterwohlfahrt in der Ottenstraße 10 in Linden sollte Lore Henkel unter anderem von ihren Erfahrungen in der Nachkriegszeit berichten, etwa von Flüchtlingen und der erlebten Wohnungsnot nach dem Krieg, dem Wiederaufbau Hannovers bis hin zum „Wirtschaftswunder“ und den ersten großen Protesten der 68er-Bewegung wie beispielsweise der „Rote-Punkt-Aktion“.
Eleonore Henkel, die bis ins höchste Alter an Veranstaltungen teilnahm, starb am 2. Mai 2017 im Alter von 102 Jahren in einem Seniorenstift in Hannover. 10 Tage nach dem Tod Henkels berichteten während einer Gedenkveranstaltung für Henkel im Neuen Rathaus beispielsweise die stellvertretende Präsidentin der Region Hannover über ihre ehemalige Nachbarin in Ricklingen. Der ehemalige Oberbürgermeister Herbert Schmalstieg betonte Henkels oftmals abweichende, immer aber kritische Rolle innerhalb der SPD.

## Weiteres
Eleonore Henkel pflegte auf dem Weg zu Sitzungen im Rathaus von den Blumenrabatten auf dem Trammplatz Samen zu nehmen und in mitgebrachte, beschriftete Papiertütchen zu legen, wenn die Neubepflanzung der Beete kurz bevorstand. Sie erläuterte dies damit, dass es viel zu schade sei, den Samen zusammen mit den verwelkten Pflanzen zu kompostieren.